# Kecamatan Cisarua (distrikt i Indonesien, lat -6,80, long 107,54)
Kecamatan Cisarua är ett distrikt i Indonesien.   Det ligger i provinsen Jawa Barat, i den västra delen av landet, 100 km sydost om huvudstaden Jakarta.